# Starszy mechanik
Starszy mechanik (starszy oficer mechanik) – stanowisko oficerskie w dziale maszynowym na statku handlowym. Kierownik maszyn i załogi maszynowej. Funkcję starszego mechanika zalicza się do stanowisk na poziomie zarządzania, niezbędnych dla zapewnienia bezpieczeństwa żeglugi. Odpowiada za siłownię okrętową oraz technikę na statku.
Ze względu na moc silników głównych stopień kwalifikacji starszego mechanika określają odpowiednie dyplomy morskie:
- dyplom starszego oficera mechanika na statkach o mocy maszyn głównych od 750 do 3000 kW,
- dyplom starszego oficera mechanika na statkach o mocy maszyn głównych 3000 kW i powyżej.

## Kwalifikacje starszego mechanika w żegludze wielkiej
1. Do uzyskania dyplomu starszego oficera mechanika na statkach o mocy maszyn głównych od 750 do 3000 kW wymagane jest (opcjonalnie):
  - posiadanie dyplomu II oficera mechanika na statkach o mocy maszyn głównych od 750 do 3000 kW oraz dodatkowej 18-miesięcznej praktyki pływania na statkach morskich o mocy maszyn głównych 750 kW i powyżej na stanowisku II oficera mechanika, przy czym 12 miesięcy tej praktyki może być zastąpione praktyką pływania na stanowisku oficera mechanika wachtowego na statkach morskich o mocy maszyn głównych 3000 kW i powyżej,
  - posiadanie dyplomu II oficera mechanika na statkach o mocy maszyn głównych 3000 kW i powyżej oraz dodatkowej 6-miesięcznej praktyki pływania na statkach morskich o mocy maszyn głównych 3000 kW i powyżej na stanowisku II oficera mechanika,
  - posiadanie "starego" dyplomu oficera mechanika II klasy
2. Do uzyskania dyplomu starszego oficera mechanika na statkach o mocy maszyn głównych 3000 kW i powyżej wymagane jest:
  - posiadanie dyplomu II oficera mechanika na statkach o mocy maszyn głównych 3000 kW i powyżej oraz dodatkowej 12-miesięcznej praktyki pływania na statkach morskich o mocy maszyn głównych 3000 kW i powyżej na stanowisku II oficera mechanika oraz złożenie egzaminu na to stanowisko, przy czym 6 miesięcy wymaganej praktyki może być zastąpione praktyką pływania na stanowisku starszego oficera mechanika na statkach morskich o mocy maszyn głównych od 750 do 3000 kW,
  - posiadanie dyplomu starszego oficera mechanika na statkach o mocy maszyn głównych od 750 kW do 3000 kW, dodatkowej 12-miesięcznej praktyki pływania na statkach morskich o mocy maszyn głównych 3000 kW i powyżej oraz złożenie egzaminu na to stanowisko.

## Kwalifikacje starszego mechanika w żegludze bałtyckiej i krajowej
1. Żegluga bałtycka:
  - na statkach o mocy maszyn głównych poniżej 1500 kW - co najmniej dyplom II oficera mechanika na statkach o mocy maszyn głównych od 750 kW do 3000 kW,
  - na statkach o mocy maszyn głównych poniżej 3000 kW - co najmniej dyplom II oficera mechanika na statkach o mocy maszyn głównych 3000 kW i powyżej,
  - na statkach o mocy maszyn głównych poniżej 6000 kW - dyplom starszego oficera mechanika na statkach o mocy maszyn głównych od 750 kW do 3000 kW.
2. Żegluga krajowa:
  - na statkach o mocy maszyn głównych poniżej 3000 kW - co najmniej dyplom II oficera mechanika na statkach o mocy maszyn głównych od 750 kW do 3000 kW,
  - na każdym statku w żegludze krajowej - co najmniej dyplom II oficera mechanika na statkach o mocy maszyn głównych 3000 kW i powyżej.